# Sinistrella
Sinistrella é um gênero de gastrópodes pertencente a família Conoidea.

## Espécies
- Sinistrella sinistralis (Petit de la Saussaye, 1839)[2]